# Eggertspiele
Eggertspiele ist ein ehemals eigenständiger Verlag für Gesellschaftsspiele, der 1996 von Peter Eggert in Hamburg gegründet wurde. 2017 wurde er von dem amerikanischen Verlag Plan B Games übernommen und wird seitdem als Marke weitergeführt.

## Geschichte

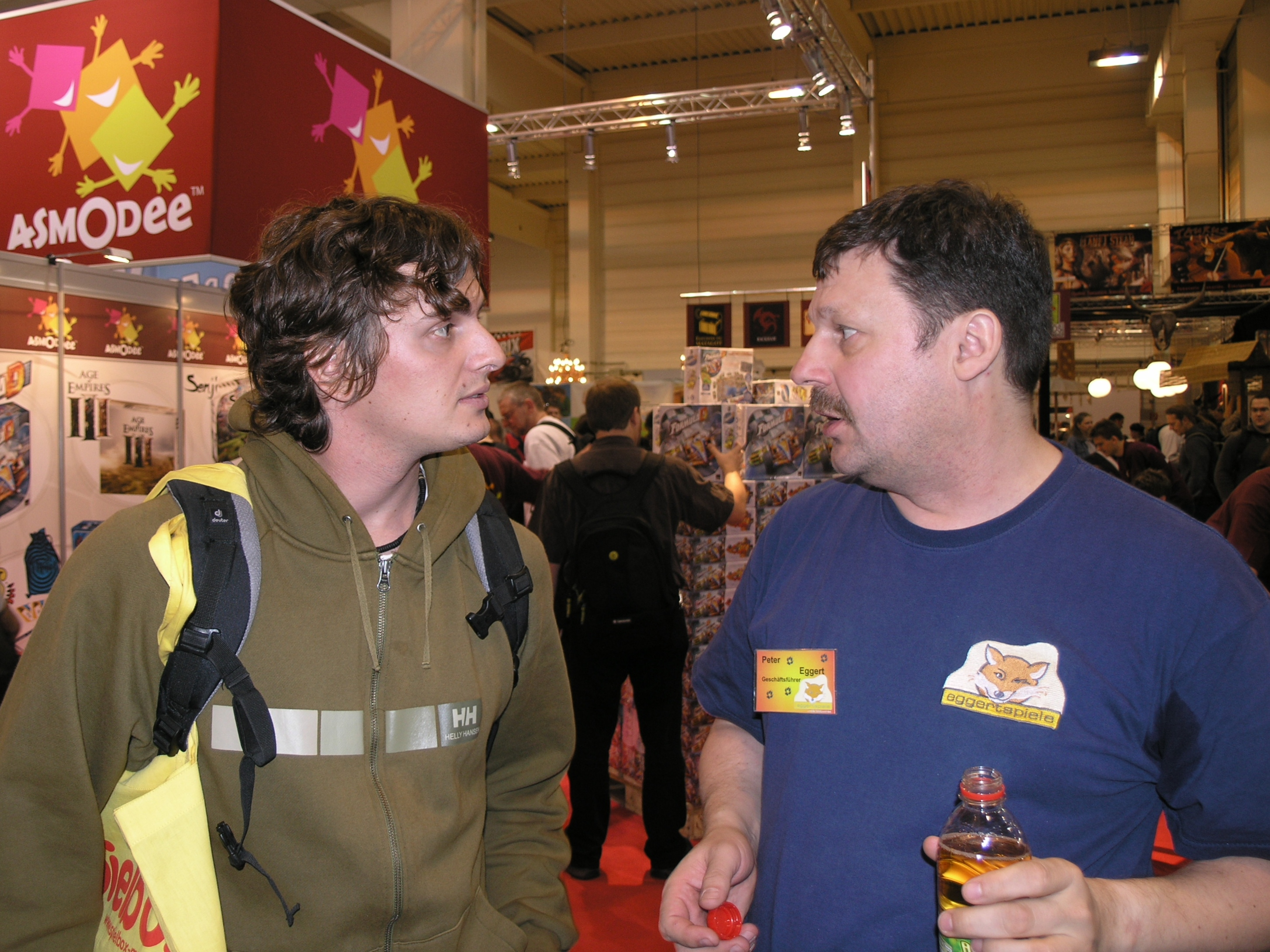
Peter Eggert (rechts)

Eggertspiele wurde 1996 von dem Spieleautor Peter Eggert in Hamburg gegründet und von ihm und Philipp El Alaoui geleitet. Im August 2006 wurde das Unternehmen ins Handelsregister unter dem Namen „eggertspiele oHG“ eingetragen.
Der Verlag veröffentlichte strategische und taktische Autorenspiele mit, nach eigenen Angaben, einem geringen bis keinem Glücksfaktor und einfachen, innovativen Mechanismen. Zu Beginn wurden nur Spiele veröffentlicht, die Peter Eggert selbst entwickelt hat. 2004 wurde mit Neuland das erste Spiel eines anderen Autors unter dem Label von Eggertspiele herausgegeben. Anerkennung erfuhr das Unternehmen durch Spielepreise seit 2006 mit Antike und 2007 mit Imperial. Besonders große Erfolge waren das Kennerspiel des Jahres für Village im Jahr 2012 und der Hauptpreis Spiel des Jahres 2014 für das Familienspiel Camel Up.
Bis Ende 2009 wurden die Spiele in Deutschland durch Hutter Trade vertrieben. Von 2010 bis 2011 war Amigo an Eggertspiele beteiligt und übernahm auch den Vertrieb. Nachdem Amigo wieder ausgestiegen war, fand das Unternehmen in Pegasus Spiele einen neuen Partner, mit dem die Spiele gemeinsam verlegt werden sollten.
2017 übernahm das kanadische Unternehmen Plan B Games den Verlag und führt ihn seitdem als Marke weiter, die Zusammenarbeit mit Pegasus blieb bestehen.
2019 verließen Peter Eggert und Philipp El Alaoui ihren ehemaligen Verlag Eggertspiele/Plan B und gründeten Anfang 2020 gemeinsam mit Viktor Kobilke und Matthias Nagy von Frosted Games sowie Karsten Esser und Andreas Finkernagel von Pegasus Spiele mit Deep Print Games einen neuen Spieleverlag mit Sitz in Berlin.

## Ludografie (Auswahl)
| - 1996: Duhner Wattrennen von Peter Eggert - 1997: Bündnis für Arbeit von Peter Eggert - 1998: Hol´s der Pöppel von Peter Eggert - 1999: Schwarzer Mann von Peter Eggert - 1999: Quick & Dirty von Peter Eggert - 2000: Tacara von Peter Eggert - 2001: Quick & Dirty Männer von Peter Eggert - 2001: Quick & Dirty Frauen von Peter Eggert - 2001: Tacara Seefahrererweiterung von Peter Eggert - 2002: Die Flößerei von Peter Eggert - 2003: Global Powers von Leif Busse und Peter Eggert - 2004: Neuland von Tobias Stapelfeldt - 2004: Power-Soccer von Fritz Behrens - 2005: Die Dolmengötter von Thomas Odenhoven - 2005: Antike von Walther „Mac“ Gerdts - 2006: John Silver von Martin Schlegel - 2006: Imperial von Walther „Mac“ Gerdts - 2006: Space Dealer – Raumhändler von Tobias Stapelfeldt - 2007: Guatemala Café von Inka und Markus Brand - 2007: Cuba von Michael Rieneck und Stefan Stadler - 2007: Hamburgum von Walther „Mac“ Gerdts - 2008: All-Zeit – 1. Raumhändler Erweiterung von Tobias Stapelfeldt - 2008: Change Horses von Bruce Whitehill - 2008: Neuland von Tobias Stapelfeldt – Neuauflage - 2008: Im Schutze der Burg von Inka und Marcus Brand - 2009: Sherwood Forest von Nils Finkemeyer - 2009: Havanna von Reinhard Staupe - 2009: Machtspiele von Bauldric & Friends - 2010: Speicherstadt von Stefan Feld - 2010: Rummelplatz von Inka und Marcus Brand - 2010: Die Händler von Wolfgang Kramer - 2010: Grand Cru von Ulrich Blum | - 2011: Santiago de Cuba von Michael Rieneck - 2011: Das Geheimnis von Monte Cristo von Charles Chevallier und Arnaud Urbon - 2011: Principato von Touko Tahkokallio - 2011: Pergamon von Stefan Dorra und Ralf zur Linde - 2011: Village von Inka und Marcus Brand - 2012: Milestones von Stefan Dorra und Ralf zur Linde - 2012: Spectaculum von Reiner Knizia - 2013: Rokoko von Matthias Cramer, Louis Malz, Stefan Malz - 2013: Glück auf von Wolfgang Kramer und Michael Kiesling - 2014: Time 'n' Space von Tobias Stapelfeldt - 2014: Camel Up von Steffen Bogen - 2015: Dolmen - 2015: Porta Nigra - 2015: My Village - 2015: Camel Up: Supercup - 2016: Mombasa - 2016: Glück Auf: Das große Kartenspiel von Wolfgang Kramer und Michael Kiesling - 2016: Jórvík - 2017: Animals on Board - 2017: Great Western Trail von Alexander Pfister - 2017: Frogriders - 2017: Reworld - 2018: Blackout: Hong Kong von Alexander Pfister - 2018: Heaven & Ale - 2018: Coimbra - 2019: Era: Medieval Age |

## Auszeichnungen (Auswahl)
Zahlreiche Spiele des Verlags wurden mit nationalen und internationalen Preise ausgezeichnet:
| - Spiel des Jahres - 2007: Imperial: Empfehlungsliste - 2012: Village: Kennerspiel des Jahres - 2014: Rokoko : zum Kennerspiel des Jahres nominiert - 2014: Camel Up : Spiel des Jahres - 2017: Great Western Trail: Empfehlungsliste zum Kennerspiel des Jahres - 2018: Heaven & Ale: Nominierung zum Kennerspiel des Jahres - Deutscher Spiele Preis - 2006: Antike: Platz 3 - 2007: Imperial: Platz 7 - 2008: Cuba: Platz 3 - 2008: Hamburgum: Platz 6 - 2009: Sherwood Forest: Platz 9 - 2010: Machtspiele: Platz 10 - 2016: Mombasa: Platz 1 - 2017: Great Western Trail: Platz 2 - 2018: Heaven & Ale: Platz 5 | - International Gamers Award - 2006: Antike: nominiert - 2007: Imperial: nominiert - 2008: Hamburgum: nominiert - 2012: Village: nominiert - 2016: Mombasa: gewonnen - 2017: Great Western Trail: gewonnen - 2018: Heaven & Ale: nominiert - 2019: Blackout: Hong Kong: nominiert - MinD-Spielepreis - 2014: Village: gewonnen - Swiss Gamers Award - 2012: Village : Platz 4 - 2016: Mombasa : Platz 2 - 2017: Great Western Trail : Platz 3 |